# Pont de Suada et Olga
Le pont de Suada et Olga (Most Suade i Olge) est un pont de Sarajevo. Il traverse la rivière Miljacka. 
Il est situé dans le quartier de Marijin Dvor. Les premières mentions d'un pont à cet emplacement datent du XVIIIe siècle. Jusqu'en 1996, il est connu sous le nom de pont de Vrbanja (Vrbanja most), de l'ancien nom dénommant le quartier où il a été bâti.
Le pont de Vrbanja a attiré l'attention internationale pendant le siège de Sarajevo lors de la guerre de Bosnie (1992-1995).

## Architecture
Le pont mesure environ quarante mètres de long et dix-huit mètres de large. Il traverse la Miljacka, d'une largeur d'environ vingt-huit mètres à cet endroit.

## Histoire
Son nom d'avant, jusqu'en 1996, était Vrbanja bridge (Vrbanja most).
Le plus ancien nom de pont à cet emplacement est Pont Ćirišhana, ou Pont de la fabrique de colle (située alors rive droite).

## Histoire pendant le siège de Sarajevo
Il porte le nom de Suada Dilberović et Olga Sučić, premières victimes de la guerre de Bosnie, abattues sur ce pont en avril 1992 par les milices du Parti démocratique des Serbes de Bosnie au début du siège de Sarajevo. 
Le 19 mai 1993 en essayant d'échapper à la ville en état de siège, y ont également été tués par un tir de tireur isolé (sniper) Boško Brkić, serbe de Bosnie, et sa fiancée Admira Ismić, bosniaque, devenus un symbole de l'absurdité de cette guerre, surnommés les Roméo et Juliette de Sarajevo (Roméo et Juliette à Sarajevo, d'après la pièce de théâtre de John Zaritsky (en), Romeo and Juliet in Sarajevo (en) (1994), d'après le récit du journaliste de guerre Kurt Schork (en)).
Leur histoire a particulièrement inspiré le peintre Safet Zec (en).
Boško et Admira ont également fait l'objet d'une chanson du groupe de rock sarajévien Zabranjeno pušenje : Boško i Admira.
Les soldats serbes qui avaient pris en otages des casques bleus français, en y ont été délogés lors du combat du pont de Vrbanja, le 27 mai 1995.